# Il Divo (gruppo musicale)
Il Divo è un gruppo musicale di crossover classico internazionale, che ha ottenuto grande successo commerciale  oltre a essere acclamato dalla critica. Il gruppo, formatosi in Gran Bretagna nel 2003, era costituito da un quartetto vocale di cantanti maschi: il baritono spagnolo Carlos Marín; il tenore statunitense David Miller; il cantante pop francese Sébastien Izambard; e il rocker svizzero Urs Bühler.
Fin dalla sua istituzione il gruppo ha goduto di grande seguito in tutto il mondo, vendendo ad oggi oltre 26 milioni di copie di dischi in tutto il mondo e attivando una rivoluzione nella musica classica e intorno alla scena musicale, legittimando un nuovo stile musicale chiamato "Opera-Pop", all'interno del genere crossover classico. Vista la loro multinazionalità, i componenti de Il Divo cantano in diverse lingue fra le quali inglese, spagnolo, italiano, francese, portoghese, giapponese ed anche latino.
Il gruppo è stato progettato nel 2003 dal produttore musicale Simon Cowell per l'etichetta Syco. Il Divo è stato notato per il suo mix musicale fatto di canto lirico e musica classica con brani di generi diversi come la musica latina e la musica folck e per l'interpretazione di canzoni celebri come Regresa A Mi, primo singolo del gruppo; Unchained Melody, cantata in italiano col titolo Senza Catene; Ave Maria di Franz Schubert; il cosiddetto Adagio di Albinoni; Don't Cry for Me Argentina, Con te partirò di Andrea Bocelli; nonché la canzone resa famosa da Frank Sinatra My Way; oltre a temi originali de Il Divo: La Vida Sin Amor, Come Primavera, Isabel, Angelina o La Promessa.
Nel 2005, con l'uscita del loro terzo album Ancora, Il Divo è diventato il primo gruppo di crossover classico nella storia a ottenere il primo posto nella Billboard Top 200 US. Nel 2011 il gruppo ha ricevuto il premio "Artista del Decennio" (Best Artist Of The Decade) durante i Classic Brits Awards tenutisi alla Royal Albert Hall di Londra; nel 2015 ha ricevuto il Silver Clef Award di Londra e il PPL Classic Award. Nel 2014, in occasione del decimo anniversario, il gruppo aveva venduto oltre 26 milioni di album in tutto il mondo, raggiungendo oltre 50 numeri uno nelle vendite e 160 dischi d'oro e di platino in più di 33 paesi.

## Carriera musicale

### Genesi
Il produttore Simon Cowell, influenzato dall'aver ascoltato un concerto de I Tre Tenori, decise di formare un quartetto multinazionale di giovani talenti in grado di ricreare le caratteristiche e la qualità dell'ensemble costituito da Luciano Pavarotti, José Carreras e Plácido Domingo.
Per far questo, Cowell condusse una ricerca estesa a tutto il mondo per cantanti con voci particolarmente potenti, tali da rispondere al requisito di "voci prodigiose". Quattro uomini che, dopo aver superato il casting, fossero disposti a imbarcarsi nel progetto "Il Divo".
La selezione si svolse in 21 paesi e durò due anni, dal 21 gennaio 2001 fino al 16 dicembre 2003, quando David Miller divenne il quarto e ultimo membro apponendo la propria firma al contratto. Il Divo è stato creato, prevedendo la partecipazione del famoso baritono spagnolo Carlos Marín, del tenore svizzero Urs Bühler e del tenore americano David Miller di formazione classica oltre al cantante pop francese Sébastien Izambard.
<<Ho unito le migliori voci del mondo>> (Simon Cowell).

### Lancio di Il Divo
Il Divo è stato rilasciato per il mercato musicale alla fine del 2004 con il singolo Regresa a mi (Torna da me) estratto dal primo album che prende il nome dal gruppo; Il Divo. Il Divo iniziò a registrare l'album nel primo semestre del 2004 in Svezia, con i produttori Quiz & Larossi, Per Magnusson e David Kreuger e nel Regno Unito con il produttore Steve Mac. Contiene quattro canzoni in inglese, (Feelings, The Man You Love, Mamá, Every Time I Look at You), cinque canzoni in italiano (Dentro Un Altro Si, Ti Amerò, Passerà, Nella Fantasia, Sei Parte Ormai Di Me) e tre canzoni in spagnolo (A Mi Manera (My Way), Hoy Que Ya No Estás Aquí, Regresa A Mi).
La prima apparizione pubblica di Il Divo avvenne il 5 aprile 2005 partecipando alla nota trasmissione americana The Oprah Winfrey Show. Con il loro primo singolo, detronizzarono il cantante Robbie Williams #1 delle liste britanniche di vendita.
«La musica che facciamo non ha tempo» (Urs Bühler)
Nel 2004 hanno registrato il video ufficiale della canzone Regresa a mi, girato in Slovenia, sotto la regia di Sharon Maguirem. Un anno più tardi hanno girato il loro secondo video ufficiale, la Mamá , registrato nella città di Tropea, Italia.
Avendo appena completato un giro di sei mesi in America, Australia ed Europa con il loro primo album. Il Divo ha partecipato a 20 concerti di Barbra Streisand in tour in Nord America come ospiti speciali. Streisand: il tour con Il Divo generando 92,5 milioni di fatturato lordo. Accompagnato anche in concerti di Europa.
Nel 2005 hanno pubblicato il DVD Encore; Concerto Il Divo al Teatro romano di Mérida nell'ottobre 2005, un documentario che contiene interviste con gli artisti e le immagini di getto fatta per formare il gruppo e DVD Mamá, con immagini esclusive di "Making of del video", una registrazione dal vivo di "Mama - Live in New York", e una galleria fotografica. Nel 2005 hanno pubblicato il loro secondo album in studio: The Christmas Collection che contiene una scelta canzoni di Natale.
Il 7 novembre 2005 Il Divo pubblicato il loro terzo album in studio Ancora. Negli Stati Uniti e in America Latina è stato pubblicato il 24 gennaio 2006. Ha debuttato al numero uno della Billboard 200 nella prima settimana di uscita negli Stati Uniti. Grazie al disco, è diventato il primo gruppo di crossover classico nella storia a ottenere il primo posto nella Billboard Top 200 US.

### Popolarità fondata
Nel 2006 Il Divo ha eseguito la canzone ufficiale della Campionato mondiale di calcio 2006 tilulada The Time of Our Lives (Il Divo) (Il tempo delle nostre vite).
Nel 2006 hanno pubblicato il DVD The Yule Log: The Christmas Collection e si sono esibiti in Purple Inauguration Ball a Washington per il presidente degli Stati Uniti Barack Obama.. Erano il gruppo di world music di maggior successo; aggiunto al numero 1 Guinness dei primati del Mondo nel 2006.
Il 27 novembre 2006 hanno pubblicato in Italia il loro quarto album in studio, intitolato Siempre, prodotto da Steve Mac Per Magnusson e David Kreuger.

### Il successo commerciale in tutto il mondo
Il 11 novembre 2008 la vendita lascia quinto album del gruppo sotto l'etichetta di The Promise (Promessa) prodotto da Steve Mac. Nello stesso anno, ha pubblicato il DVD  At The Coliseum; il concerto completo del Arena di Pola, Croazia.

### Una serata con Il Divo
Il suo tour An Evening with Il Divo (Una serata con Il Divo) coperto più grande giro del mondo nel 2009, visitando sei continenti, con oltre 150 date e guadagnandosi il premio "Breakthrough Billboard" per uno dei più alti incassi di tour dell'anno. Il 1º dicembre 2009 pubblicato in CD + DVD di un live registrato al concerto Palau Sant Jordi: An Evening with Il Divo - Live in Barcelona.
Hanno chiuso il 2009 con la sua prima mostra di Natale dal titolo Celebrate Christmas with Il Divo (Festeggia il Natale con Il Divo), che comprendeva un repertorio tradizionale di canti popolari di Natale con l'orchestra e gli ospiti speciali nel Regno Unito, Stati Uniti d'America e il Canada.

### Il Divo: Artista del Decennio
Nel 2011, sono stati invitati a Classical Music Awards per ricevere il premio per Il miglior Artista del Decennio al famoso Royal Albert Hall di Londra..
Il 28 novembre 2011, ha pubblicato il sesto album Wicked Game prodotta da Per Magnusson, David Krueger e Richard "Biff" Stannard.
Il tour per promuovere l'album Wicked Game, per tutto il 2012, li ha portati a visitare più di 130 città in paesi come la Gran Bretagna, Spagna, Sudafrica, Australia, Stati Uniti, Giappone, Messico e Londra.
Il direttore creativo dei concerti del tour era Biran Burke, responsabile degli spettacoli più importanti della città di Las Vegas.
Durante i concerti, Il Divo è stato accompagnato dall'orchestra in ogni città che ha visitato.
Quest'anno viene pubblicato Live At The London Coliseum, un DVD di 90 minuti Il Divo concerto al London Coliseum. Registrato al Teatro Coliseum di Londra il 2 agosto 2011.
La data da notare, che in Paraguay il gruppo si è esibito al concerto con più capacità di persone che non avevano mai dato il 20 dicembre 2011, nello stadio Chaco a 33.900 persone, la chiusura del bicentenario della Indipendenza del Paraguay.
Tra maggio e settembre 2012, fatto un giro del mondo in sei continenti con nome Il Divo & Orchestra in Concert Tour Mundial. Ogni concerto del tour caratterizzato selezioni di canzoni dall'album Wicked Game, e altri favoriti dai loro precedenti album scelti dai suoi seguaci.
Il 26 novembre 2012, per celebrare 8 anni di successi, è stato lanciato per la vendita in tutto il mondo su CD intitolato The Greatest Hits52 prodotto da Alberto Quintero. Un album che Il Divo aggiunge quattro nuove canzoni al loro repertorio. solo durante i primi sei mesi del 2012 hanno vinto solo al botteghino a 21,4 milioni di dollari a livello globale.
Nel 2013 solo sei concerti eseguiti al Teatro Marquis di Broadway dal 7 al 13 novembre 2013, chiamato Il Divo - A Affair Musical: The Greatest Songs di Broadway. Con argomenti in suo settimo album in studio A Musical Affair.

### Un decennio di successi
Nel 2014, al 10º anniversario dalla creazione del gruppo, lo stesso aveva venduto oltre 26 milioni di album in tutto il mondo, raggiungendo oltre 50 numero uno delle vendite e ricevere 160 dischi d'oro e di platino in oltre 33 paesi diversi.
(Il Divo)
Alla fine del 2014, è stato pubblicato Live In Japan, un tour di concerti DVD A Musical Affair filmata e registrata presso il famoso Teatro Nippon Budokan di Tokyo il 11 mar 2014.
Il 23 marzo 2015, è stato annunciato a Il Divo come O2 Silver Clef Award Winners 2015 Nordoff Robbins organizzata dando loro l'ambita Classic PPL. La cerimonia di premiazione di gala si terrà il 3 luglio presso il Grosvenor House, un hotel a cinque stelle a Londra, situato su Park Lane, a Mayfair..

### Oggi: 2015 - Presente
Il 13 novembre 2015 in Europa e il 27 novembre in America viene pubblicato il settimo album in studio intitolato Amor & pasión, prodotto dal vincitore colombiano di diversi Grammy Latino Julio Reyes Copello. Il disco copre un secolo di pubblicazioni di musica tradizionale della Spagna, Cuba, Argentina e Messico.

Carlos Marin è morto di COVID-19 il 19 dicembre 2021. In omaggio, Il Divo ha eseguito un Greatest Hits Tour nel 2022, con il baritono messicano-americano Steven LaBrie che si è unito al gruppo, ma non come membro.

### Foto del gruppo

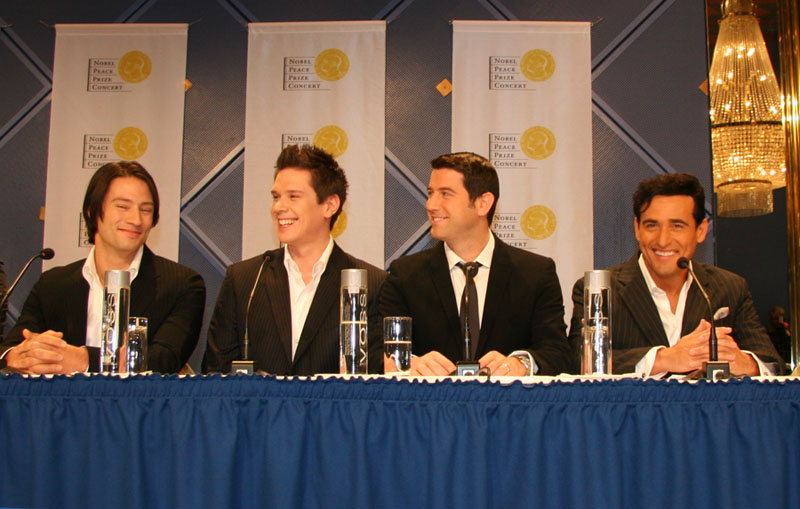
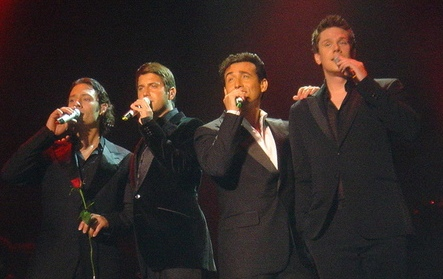
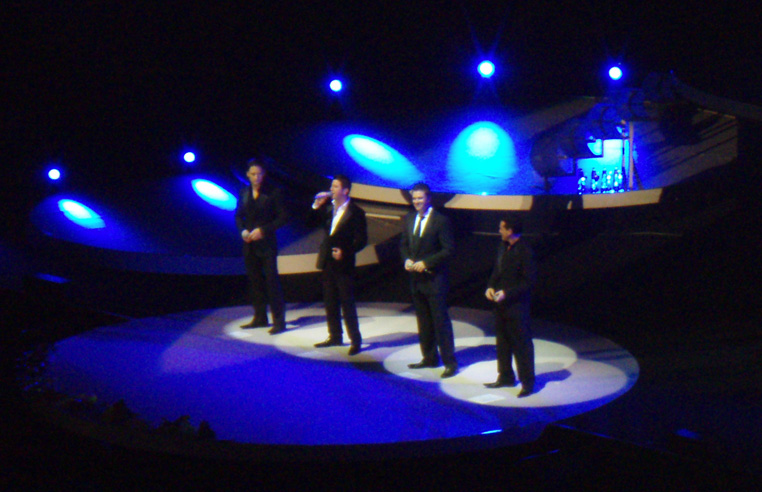
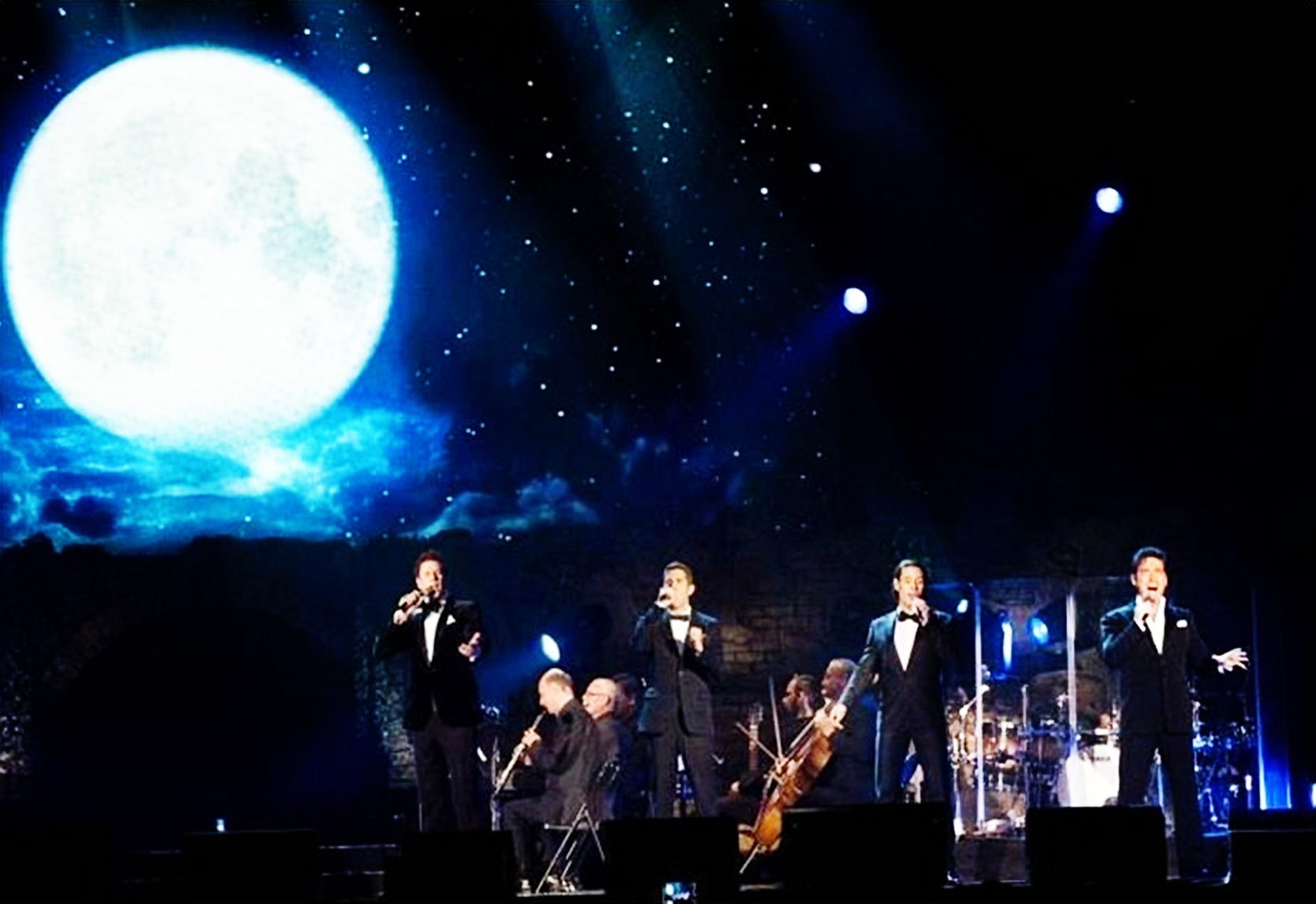
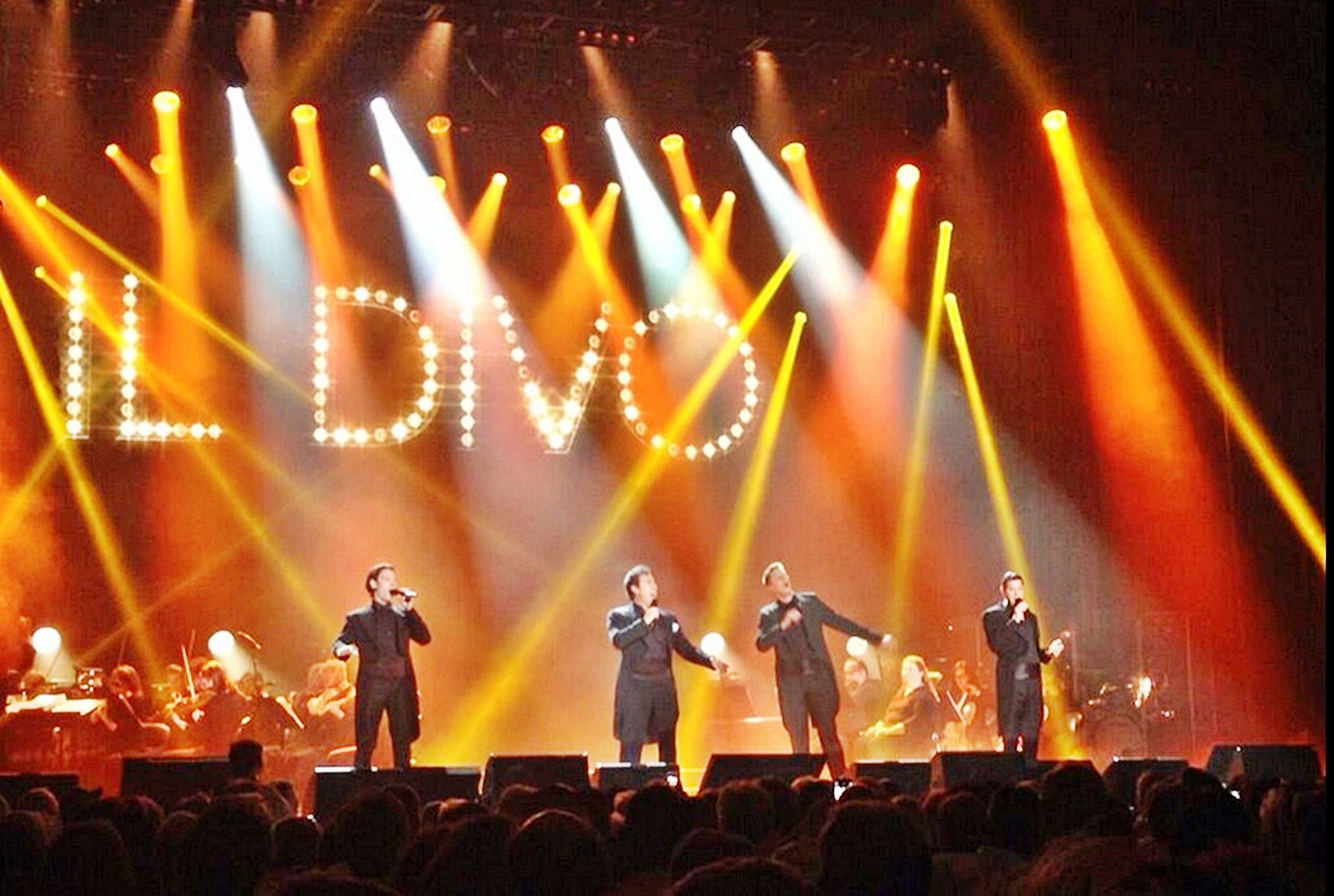
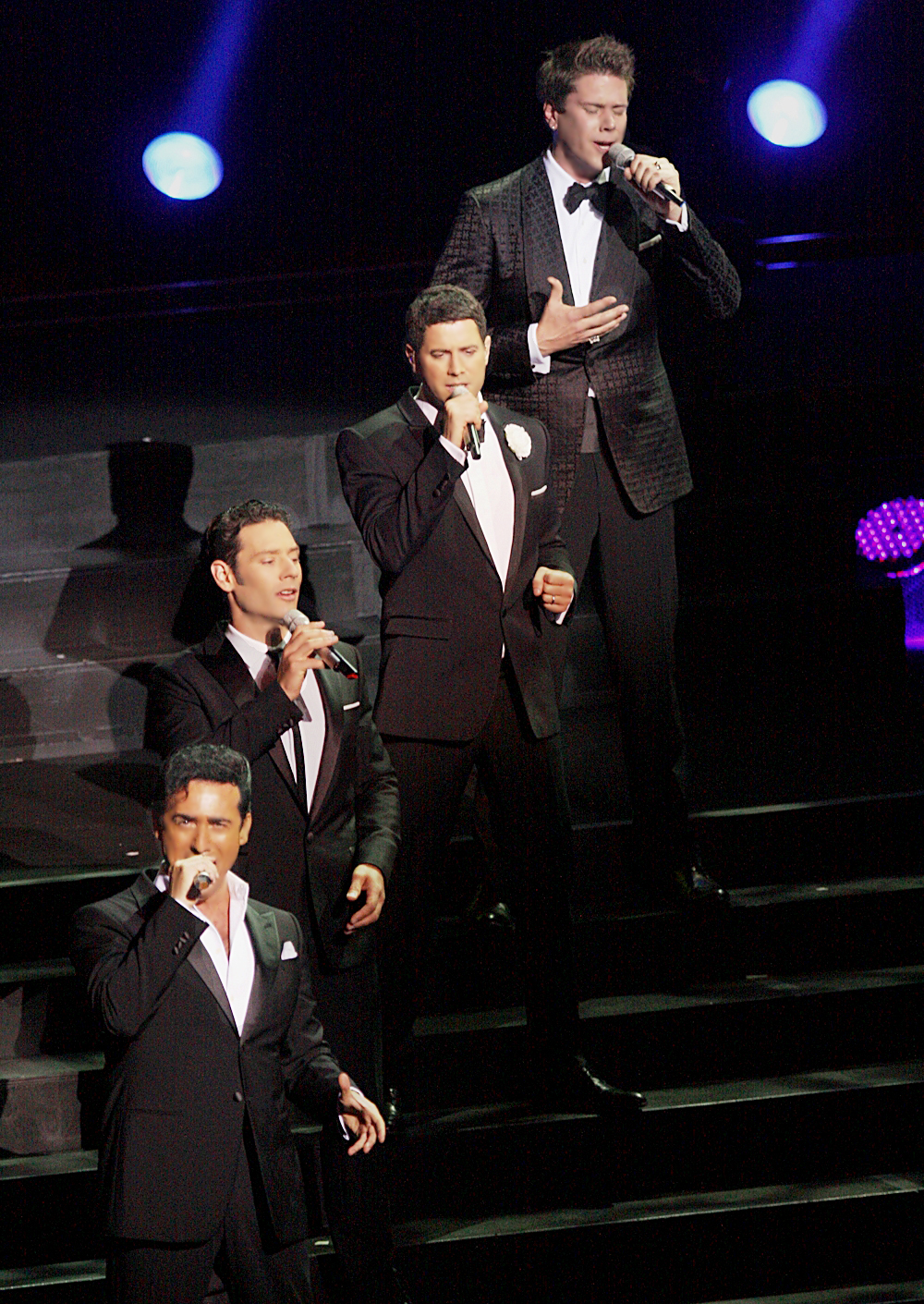

## Galleria d'immagini

### I solisti

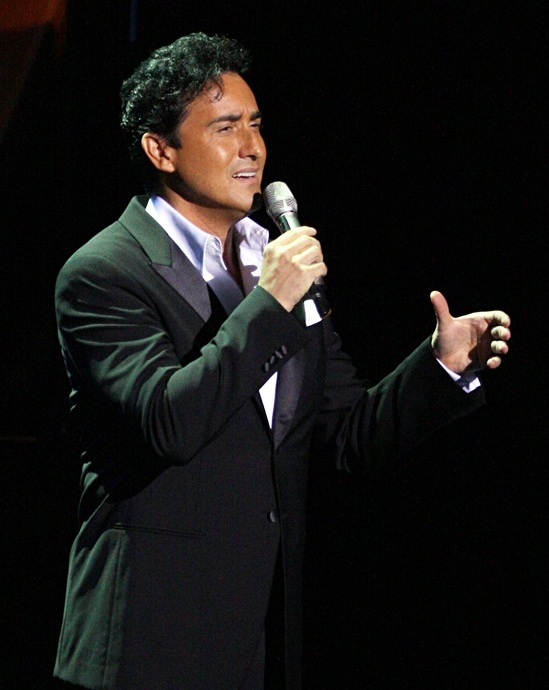
Carlos Marín †
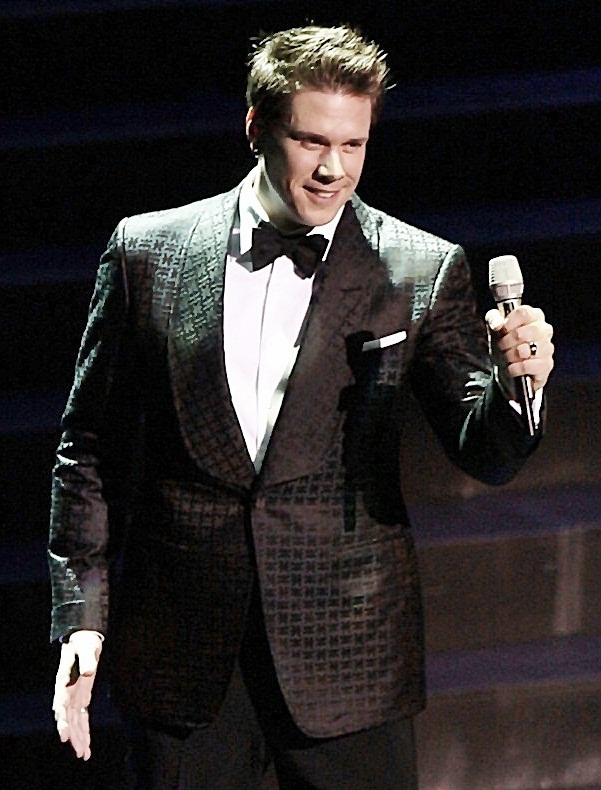
David Miller
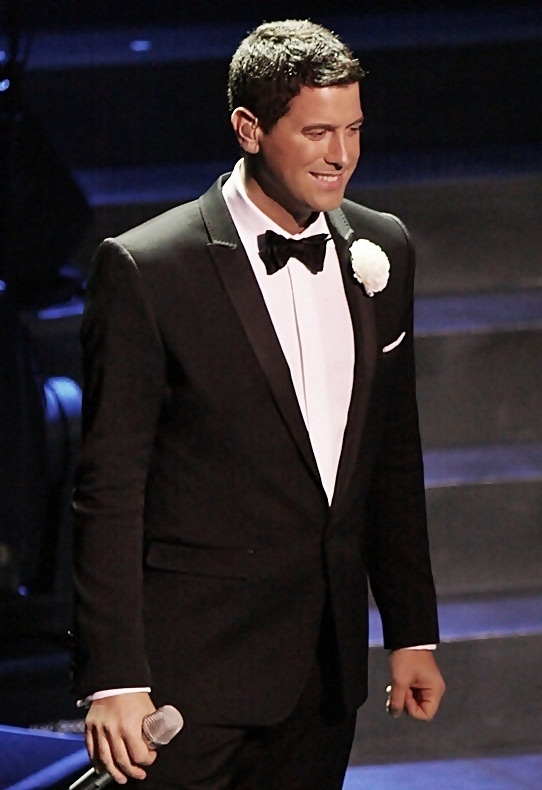
Sébastien Izambard
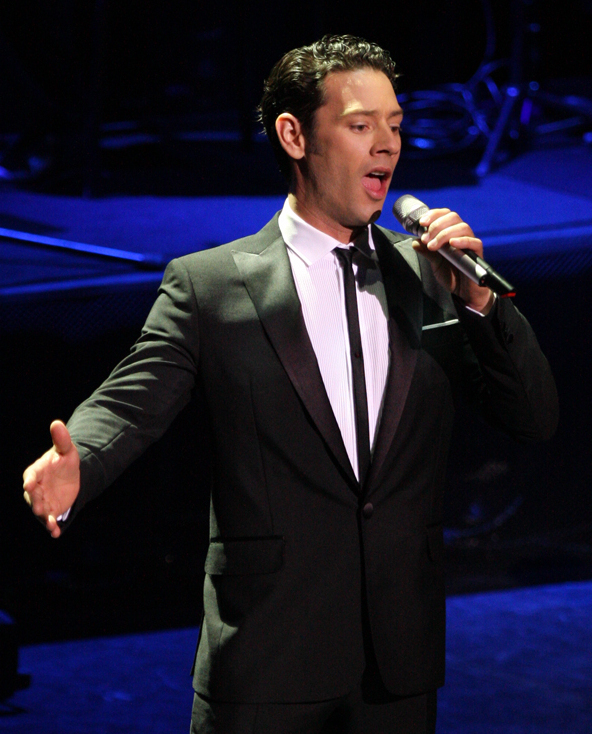
Urs Bühler

## Discografia

### Album in studio
- 2004 – Il Divo
- 2005 – Ancora
- 2006 – Siempre
- 2008 – The Promise
- 2011 – Wicked Game
- 2013 – A Musical Affair
- 2015 – Amor & pasión
- 2018 – Timeless

### Album Stagionale
- 2005 – The Christmas Collection

### Album dal vivo
- 2008 An Evening with Il Divo - Live in Barcelona[31]
- 2014 Live in Japan[32]

### Raccolte
- 2012 The Greatest Hits[33]

### Edizioni speciali
2005 - Il Divo. Gift Pack
2006 - 'Il Divo Collezione
2006 - Christmas Collection. The Yule Log
2008 - The Promise. Luxury Edition
2011 - Wicked Game. Gift Edition
2011 - Wicked Game. Limited Edition Deluxe Box Set
2012 - The Greatest Hits. Gift Edition
2012 - The Greatest Hits. Deluxe Limited Edition
2014 - A Musical Affair. Exclusive
2014 - A Musical Affair. French Versión
2014 - Live in Japan. Japan Versión

### Singoli
- 2004 – Regresa a Mi
- 2005 – Mama
- 2005 – Oh Holy Night
- 2005 – I Believe in You (Je crois en toi) con Céline Dion
- 2005 – Héroe
- 2005 - Isabel
- 2006 – Unchained Melody (Senza Catene)
- 2006 – The Time of Our Lives con Toni Braxton, inno dei Mondiali di calcio 2006
- 2006 – Nights in White Satin/Notte di luce
- 2008 – The Power of Love (La Fuerza Mayor)
- 2008 – Amazing Grace
- 2011 – Wicked Game (Melanchonia)
- 2011 – Senza Parole
- 2012 – My Heart Will Go On/Il Mio Cuore Va
- 2012 – I Will Always Love You (Siempre Te Amaré)
- 2013 – Time To Say Goodbye (Con te partirò)
- 2013 – Memory
- 2014 – Can You Feel the Love Tonight
- 2014 – Aimer
- 2015 - Por una cabeza

### Collaborazioni

#### Colonne sonore

##### Eventi
- «The Time of Our Lives» (Il tempo della nostra vita) - inno ufficiale del Campionato mondiale di calcio 2006.[45]

##### Telenovelas
- «Sortilegio de amor» per la telenovela Sortilegio. Originale canzone Il Divo.[46][47]

#### Artisti
- Barbra Streisand («Music of the Night», «Somewhere», «Evergreen»)[48]
- Céline Dion («I Believe In You»)[49]
- Michael Ball («Love Changes Everything»)[50]
- Denisse de Kalafe («Sortilegio de amor»)[46][47]
- Kristin Chenoweth («Do You Hear What I Hear», «All I Ask Of You»)[50]
- Nicole Scherzinger («Memory»)[50]
- Heather Headley («Can You Feel the Love Tonight?»)[51]
- Toni Braxton («Voices from the FIFA World Cup»)[52]
- Katherine Jenkins («Somewhere»)[53]
- Leona Lewis («Somewhere»)[54]
- Lisa Angell («Can You Feel the Love Tonight?»)[55]
- Lea Salonga («A Whole New World)», «Time to say goodbye (Con Te Partirò)», «Can You Feel the Love Tonight?»)[5]
- Sonia Lacen («L'envie d'aimer»)[55]
- Hélène Ségara («Memory»)[55]
- Florent Pagny («Belle»)[55]
- Vincent Niclo («Le Temps Des Cathédrales»)[55]
- Anggun («Who Wants to Live Forever»)[55]
- Natasha St-Pier («Aimer»)[55]
- Mazz Murray («Memory», «Time to say goodbye (Con Te Partirò)», «Music of the Night»)[56]
- Juan Gabriel («Amor eterno»)[57]
- Engelbert Humperdinck («Spanish Eyes»)[58]

#### Collaborazioni su album di altri artisti
- 2005: On ne change pas de Céline Dion
- 2006: Voices from the FIFA World Cup
- 2006: Libra de Toni Braxton
- 2006: Live in Concert[59]: Barbra Streisand.
- 2014: Engelbert Calling di Engelbert Humperdinck, con il tema «Spanish Eyes».[58]
- 2015: Los Dúos de Juan Gabriel.[60]

## Videografia
- Concerti / Documentari

1. 2004 - Live At Gottam Hall[61][62]
2. 2005 - Encore[63]
3. 2005 - Mamá[11]
4. 2006 - The Yule Log: The Christmas Collection[64]
5. 2006 - Live at the Greek Theater[65]
6. 2008 - At The Coliseum[17]
7. 2009 - An Evening with Il Divo: Live in Barcelona
8. 2011 - Live At The London Coliseum[66]
9. 2014 - Live In Japan[67]

- Videoclip

1. 2004 - Regresa A Mí
2. 2005 - Mama
3. 2006 - The Time Of Our Lives
4. 2014 - Le Temps Des Cathédrales (Il Divo & Vincent Niclo)
5. 2014 - Wo Wants To Live Forever (Il Divo & Anggun)
6. 2014 - Aimer (Il Divo & Natasha St-Pier)
7. 2014 - Can You Feel the Love Tonight (Il Divo & Lisa Angell)
8. 2014 - Memory (Il Divo & Hélène Ségara)
9. 2015 - Amor & pasión - Trailer

## Tournée
- 2004: Il Divo Tour[68]
- 2005: Streisand The Tour[69][70]
- 2005: Il Divo Tour, Ancora [71]
- 2006: Il Divo World Tour[72]
- 2008: Il Divo Global Tour [73]
- 2008: An Evening with Il Divo - World Tour[74]
- 2009: Celebrate Christmas with Il Divo[75]
- 2011: Il Divo Tour, Wicked Game[76]
- 2013: Il Divo & Orchestra in Concert - World Tour[77]
- 2013: A Musical Affair en el Teatro Marquis de Broadway[78]
- 2014:  A Musical Affair Tour[79]
- 2014: The Best of Il Divo - World Tour[80]
- 2016: Amor & Pasión World Tour

## Onori e riconoscimenti

### Riconoscimenti
L'elenco che segue non è a casa tutti i premi per 'Il Divo'.
| Anno | Nomina                                 | Premio/Evento                     | Lavoro                        | Risultato |
| ---- | -------------------------------------- | --------------------------------- | ----------------------------- | --------- |
| 2004 | Platinum Europe Awards                 | IFPI Platinum Europe Awards       | Album 'Il Divo'.              | Vincitore |
| 2006 | Best New Artist Internazionale         | Premios Echo                      | Album 'Siempre'               | Vincitore |
| 2006 | Miglior Album Internazionale dell'anno | Premios Juno                      | Album 'Siempre'               | Vincitore |
| 2009 | Billboard Breakthrough                 | Billboard Music Award             | Gira An Evening With Il Divo. | Vincitore |
| 2011 | Miglior Artista del decennio           | Classic Brits - Royal Albert Hall | -                             | Vincitore |
| 2015 | Premio Clásico PPL                     | Silver Clef Awards                | A Musical Affair              | Vincitore |

### Records
Il seguente elenco non nutre tutti i record per 'Il Divo'.
| Record        | Data           | Lavoro                         | Musica certificazione vendite di registrazione |
| ------------- | -------------- | ------------------------------ | ---------------------------------------------- |
| Disco d'oro   | 2005/Mayo      | Album Il Divo                  | I.F.P.I.                                       |
| Disco Platino | 2005/Julio     | Album Il Divo                  | I.F.P.I.                                       |
| Disco d'oro   | 2005/Noviembre | Album The Christmas Collection | I.F.P.I.                                       |
| Disco d'oro   | 2006/Marzo     | Album Ancora                   | I.F.P.I.                                       |
| Disco d'oro   | 2006/Diciembre | Album Siempre                  | I.F.P.I.                                       |
| Disco Platino | 2007/Enero     | Album The Christmas Collection | I.F.P.I.                                       |
| Disco Platino | 2007/Enero     | Album Siempre                  | I.F.P.I.                                       |
| Disco d'Oro   | 2009/Enero     | Album The Promise              | I.F.P.I.                                       |